# 훙가통가섬
훙가통가-훙가하파이섬(통가어: Hunga Tonga–Hunga Haʻapai)는 통가 수도가 있는 통가타푸섬에서 북쪽으로 약 65 km 떨어진 위치한 화산섬이다. 2015년 이전까지는 훙가통가섬과 훙가하파이섬 2개로 분리되어 있었으며, 2009년 분화로 하파이 섬 옆에서 분화가 일어난 뒤 2015년에 분화가 일어나 두 섬이 하나로 합쳐졌다. 하지만 2022년 일어난 또 다른 대분화로 두 섬이 다시 갈라졌다.

## 같이 보기
- 쉬르트세이섬 - 아이슬란드에서 최근에 형성된 또 다른 화산 섬